# 马里奥·阿多夫
馬里奧·阿多夫（德語：Mario Adorf，德語：[ˈmaː.ʁio ˈaː.dɔʁf] ⓘ；1930年9月8日—）是德國演員，被認為是歐洲電影界最偉大的資深性格演員之一。自1954年以來，他在超過200部電影和電視作品中擔任主角或配角，包括1979年榮獲奧斯卡的《鐵皮鼓》。他亦是多部暢銷（多為自傳性）書籍的作者。

## 生平

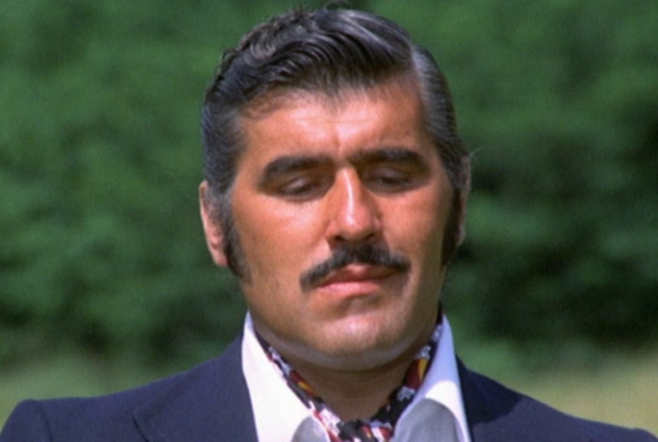
阿多夫在《意大利黑幫》（1972）中

阿多夫出生於瑞士蘇黎世，是義大利外科醫生馬泰奧·門尼蒂（Matteo Menniti）與德國醫療助理愛麗絲·阿多夫（Alice Adorf）之私生子。他在外祖父的家鄉——德國邁恩長大，由未婚的母親撫養成人。他在歐洲，尤其是在德國成名，也曾參與國際製作，包括《十個印第安小孩》與《雪地裡的感覺》。他亦曾在BBC改編的約翰·勒卡雷作品《史邁利的人馬》中飾演一位德國俱樂部老闆。阿多夫也參演過多部義大利電影。
1960年代，他與莉絲·費爾霍芬結婚，兩人育有一女史黛拉，後來離婚。他曾與芭芭拉·布榭共同主演1972年的《九毫米米蘭》。1985年，他與莫妮克·法耶再婚。
阿多夫曾表達過對拒絕出演法蘭西斯·柯波拉的《教父》（1972）與比利·懷德的《一、二、三》（1961）感到後悔。他也曾拒絕在山姆·潘金帕的《日落黃沙》（1969）中飾演馬帕契將軍（General Mapache）一角，因他認為角色過於暴力。1996年，他為電影《魔幻屠龍》中的龍（Draco）角色擔任德語配音，該角色原由史恩·康納萊演出。

## 獎項
包括但不限於：
- 2000年：巴伐利亞電影獎 終身成就榮譽獎[3]
- 2011年：最佳人文品牌獎（Best Human Brand Award）[4]
- 2024年：德國電視獎 捐贈人榮譽獎[5]